# Flugplatz Krefeld-Egelsberg

i7
i11
i13
Der Flugplatz Krefeld-Egelsberg (ICAO-Code: EDLK) ist ein Sonderlandeplatz im Ortsteil Traar der Stadt Krefeld. Betreiber ist die am 3. Juni 1954 gegründete Flugplatzgemeinschaft Krefeld-Egelsberg e. V. In seiner heutigen Ausdehnung besteht der Flugplatz seit dem 1. Juni 1969.

## Luftsportvereine am Flugplatz
Am Flugplatz Krefeld sind zwei Vereine beheimatet:
Der Aero Club Krefeld entstand im Jahr 2005 durch die Fusion des Luftsportverein Bayer Uerdingen und des Aero Club Krefeld 1950. Er zählt etwa 250 Mitglieder. Der Segelflugzeugpark umfasst zwei Schulungsdoppelsitzer vom Typ ASK 21 sowie einen Einsitzer vom Typ LS4-b. Für den Streckensegelflug stehen eine DG-505 sowie eine DG-1000 T (mit Hilfstriebwerk) als doppelsitzige Hochleistungsegelflugzeuge zur Verfügung. Die Rolladen Schneider LS8 mit 18 Meter Spannweite und der Discus 2cT sind Einsitzer, mit denen auch an Wettbewerben teilgenommen wird. Der Motorflugzeugpark besteht aus einem Reisemotorsegler des Typs Scheibe SF 25 und zwei Motorflugzeugen Robin DR 300 (D-EOBS) sowie Robin DR 400 (D-EDWN)
Der Verein für Segelflug Krefeld e. V. wurde 1952 als Flugsportgruppe Becker & van Hüllen gegründet und hat etwa 100 Mitglieder, davon ca. 70 aktive. Der Segelflugzeugpark umfasst drei doppelsitzige Segelflugzeuge, jeweils zwei vom Typ Grob G 103 „Twin III Acro“ (D-3697, D-4144) und einen Duo Discus X (D-3949), der seit Ende 2020 für den Streckenflug bestimmt ist. Außerdem gibt es drei Einsitzer, jeweils einen Discus 2b (D-8266), einen Discus CS (D-0688) und einen vom Typ Grob G 102 „Standard Astir |||“ (D-6264), ein Motorflugzeug Robin DR 300 (D-EAEC), ein Ultraleicht-Luftsportgerät vom Typ B&F FK 9 (D-MVFS). Eine Startwinde ist für Windenstarts vorhanden.

## Flugplatzfeste
In der Zwischenkriegszeit fanden Darbietungen auf dem Egelsberg statt. Nach den Kriegsjahren fand am 19. Juli 1953 erstmals wieder ein Flugtag statt. Zu „Großflugtagen“ in den Jahren 1955, 1959, 1960 und 1962 kamen bis zu 20.000 Menschen. Im Jahr 1969 kamen zur Einweihung des neuen Verkehrslandeplatzes „Egelsberg“ schätzungsweise 10.000 Menschen; sie sahen die nationale tschechische Kunstflugstaffel.
Am 19. August 1973 fand zum 600-jährigen Jubiläum der Stadt Krefeld ein besonders aufwändiger „Großflugtag“ statt. Mit Unterstützung der Royal Air Force wurde ein spektakuläres Programm geboten; über 50.000 Gäste sahen die Vorführung der Red Arrows, die mit neun Flugzeugen Formationskunstflug präsentierten.
Das Flugplatzfest 2011 bot Flugshows der Royal Jordanian Falcons (vier Extra 300L im Synchron-Kunstflug) und die zivile rumänische Kunstflugstaffel Iacarii Acrobati mit drei Jak-52. Beim Flugplatzfest 2013 waren u. a. die Royal Jordanian Falcons und das Kunstflugduo Walter und Toni Eichhorn vertreten. Ein Sikorsky CH-53 des Heeres konnte besichtigt werden. Es kamen über 16.000 Menschen.

## Wettbewerbe
Im Jahr 1975 fand vom 15. bis 17. August die erste Deutsche Segelkunstflugmeisterschaft auf dem Flugplatz Krefeld-Egelsberg statt. Der erste deutsche Meister im Segelkunstflug nach dem Zweiten Weltkrieg wurde der Krefelder Kunstflieger Sepp Tilling auf seiner Glasflügel H-101 Salto, der sich gegen 18 Mitbewerber durchsetzte.
Seit 2007 findet alljährlich im Mai mit dem „Kappes Vergleichsfliegen“ die Hinrunde der Niederrheinmeisterschaft im Streckensegelflug mit über 40 Flugzeugen statt, der abwechselnd unter anderem auf den Flugplätzen in Krefeld-Egelsberg, Grefrath und Venlo ausgetragen wird. Der Streckenflugwettbewerb wird in den drei Klassen „Offene Klasse“, „Club Klasse“ und „Gemischte Klasse“ ausgetragen. 2016, 2017 und 2019 wurde das Kappes-Vergleichsfliegen jeweils im Mai vom Aero Club Krefeld ausgerichtet.

## Gastronomie
Seit 1979 existiert das Restaurant „Am Flugplatz“ mit Kiosk.

## Zwischenfälle
Am 9. Juli 1913 stürzte „aus beträchtlicher Höhe der Krefelder Flieger Eugen Arns in seinem Eindecker ab und wurde schwer, doch nicht lebensgefährlich verletzt. Der Apparat ging völlig in Trümmer.“ Eugen Arns (1895–1966) war beim Flugtag 1912 mit einem Sonderpreis der Stadt Krefeld ausgezeichnet worden. Man nannte ihn damals den jüngsten Piloten der Welt, weil er im Alter von 13 Jahren zusammen mit seinem Bruder „ein Fluggerät mit Landeklappen und Vergrößerungsmöglichkeiten für die Tragflächen“ konstruiert hatte. Arns war bereits im September 1911 aus einer Höhe von 5 m abgestürzt, woraufhin die Kinder aus dem Krefelder Stadtteil Traar reimten: „Eugen Arns, der große Held, er flog in das Kartoffelfeld“.